# Bank Austria
Bank Austria est le premier groupe bancaire autrichien. Son siège est à Vienne. C'est une filiale du groupe italien UniCredit.
Le groupe a une part de marché de 20 % en Autriche, soit 1,8 million de clients pour 400 agences. Il est aussi un acteur majeur en Europe centrale et en Europe de l’Est où il compte 1 000 agences et 5,4 millions de clients dans 11 pays. 

## Histoire
Bank Austria est née en 1991 de la fusion de deux organismes financiers, la Zentralsparkasse, la première caisse d'épargne autrichienne, la Länderbank, l'union des banques régionales du pays.
En 1996, Bank Austria devient l'actionnaire principal du Credit Anstalt-Bankverein, alors en cours de privatisation. 
En 2000, Bank Austria se rapproche de la banque allemande HVB : la nouvelle structure possède 8 millions de clients, 2 000 filiales, 65 000 salariés, 17 milliards d'euros de capital propre, et devient ainsi le 4e groupe bancaire européen. Cette fusion provoque une réduction d'effectif de 2 000 employés. 
En 2003, Bank Austria et Creditanstalt-Banverein fusionnent en un nouveau groupe renommé Bank Austria-Creditanstalt. Deux ans plus tard, il rachetait la totalité de Swiss Eternit Group, une firme centenaire spécialisée jusque dans les années 1990 dans la production d'amiante[réf. nécessaire].
En 2007 le groupe bancaire italien Unicredit Group absorbe Bank Austria-Creditanstalt et renomme sa branche autrichienne UniCredit Bank Austria AG.
En décembre 2007, le Crédit agricole, le suédois Intrum Justitia et l'allemand EOS rachète 850 millions d'euros de prêts à la Bank Austria. 
En juillet 2009, la Bank Austria se retire du projet de barrage d'Ilısu à la suite du non-respect des directives de la Banque mondiale en matière d’environnement, de réinstallation de population et de patrimoine culturel.
En mars 2014, le groupe Unicredit injecte 2 milliards d'euros dans les caisses de la Bank Austria à l'occasion d'une augmentation de capital de sa filiale. En décembre 2010, la Bank Austria est directement ciblée par un dépôt de plainte de l'américain Irving Picard dans le cadre de l'affaire Bernard Madoff.
En 2014, la crise en Ukraine met à mal les finances de la banque fortement implantée dans ce pays (Unicredit songe alors à revendre les activités ukrainiennes de Bank Austria). En août 2014, l'agence de notation Standard & Poor's abaisse la note de crédit long terme de la Bank Austria de A- à BBB+,.
En janvier 2015, Bank Austria se défait des actifs immobilier de son holding Bank Austria's Immobilien Holding Group, mettant en vente pour 1 milliard d'euros de biens immobilier, ce qui inclut la tour du Danube, le château-hôtel de Kitzbühel et le complexe Wien Mitte à Vienne (qui représente à lui seul 500 millions d'euros).